# Высоковский район (Брестская область)
Высо́ковский район (бел. Высокаўскі раён) — административно-территориальная единица в Белорусской ССР в 1940—1962 годах, входившая в Брестскую область.
Высоковский район с центром в городе Высокое был образован в Брестской области 15 января 1940 года, в октябре установлено деление на 12 сельсоветов. 16 августа 1945 года 4 сельсовета (Гольский, Лумненский, Токарский, Тымянковский) были переданы Польше, а из состава упразднённого Клещельского района Высоковскому району переданы Бушличский, Волковичский и Омеленецкий сельсоветы. 16 июля 1954 года было упразднено 5 сельсоветов. 17 апреля 1962 года Высоковский район был упразднён, а вся его территория присоединена к Каменецкому району.
По данным переписи населения 1959 года, в районе проживало 27 067 человек: 24 966 белорусов (92,24%), 1390 русских, 371 украинец, 271 поляк, 15 евреев, 6 татар и 48 представителей других национальностей.

## Сельсоветы
1940—1945
- Борщевский;
- Верховичский;
- Волчинский;
- Гольский;
- Лумненский;
- Лютовский;
- Новоселковский;
- Огородникский;
- Рясненский;
- Ставский;
- Токарский;
- Тымянковский.

1945—1954
- Борщевский;
- Бушличский;
- Верховичский;
- Волковичский;
- Волчинский;
- Лютовский;
- Новоселковский;
- Огородникский;
- Омеленецкий;
- Рясненский;
- Ставский.

1954—1962
- Борщевский;
- Бушличский;
- Верховичский;
- Волчинский;
- Огородникский;
- Рясненский.